# Vinga (Göteborg)

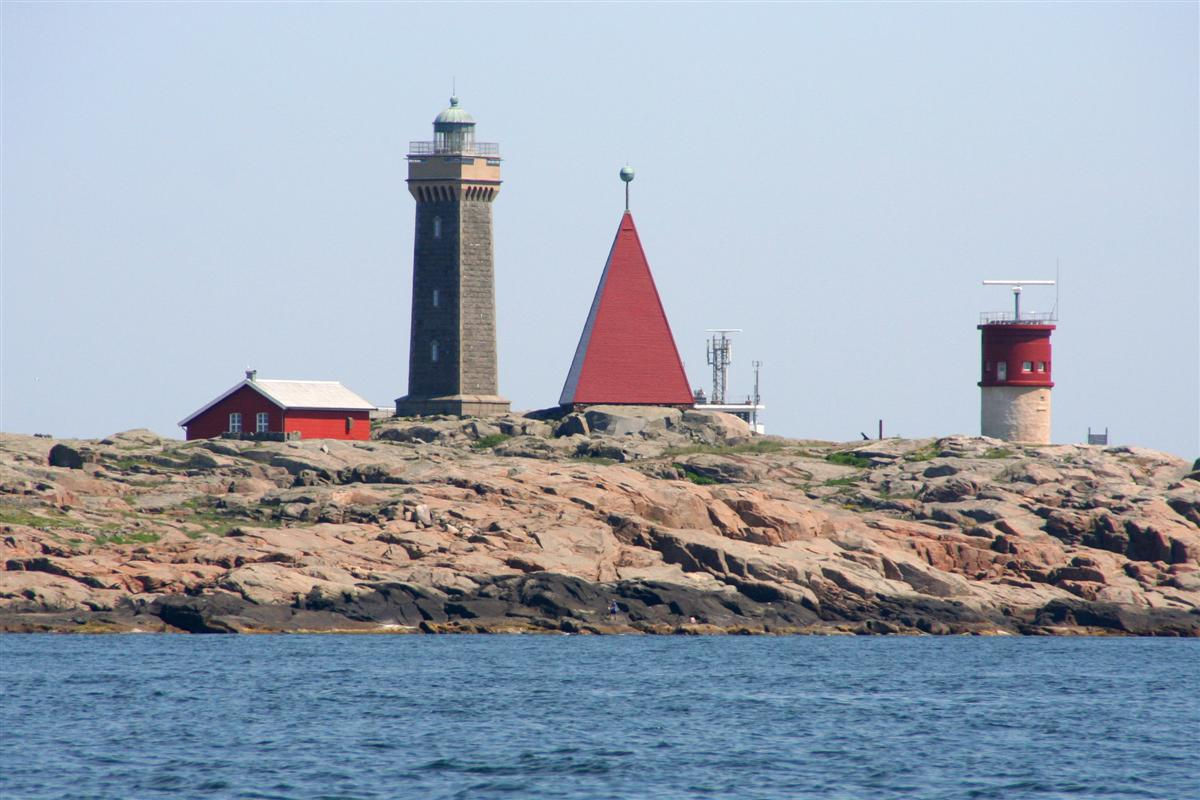
Seezeichen auf Vinga

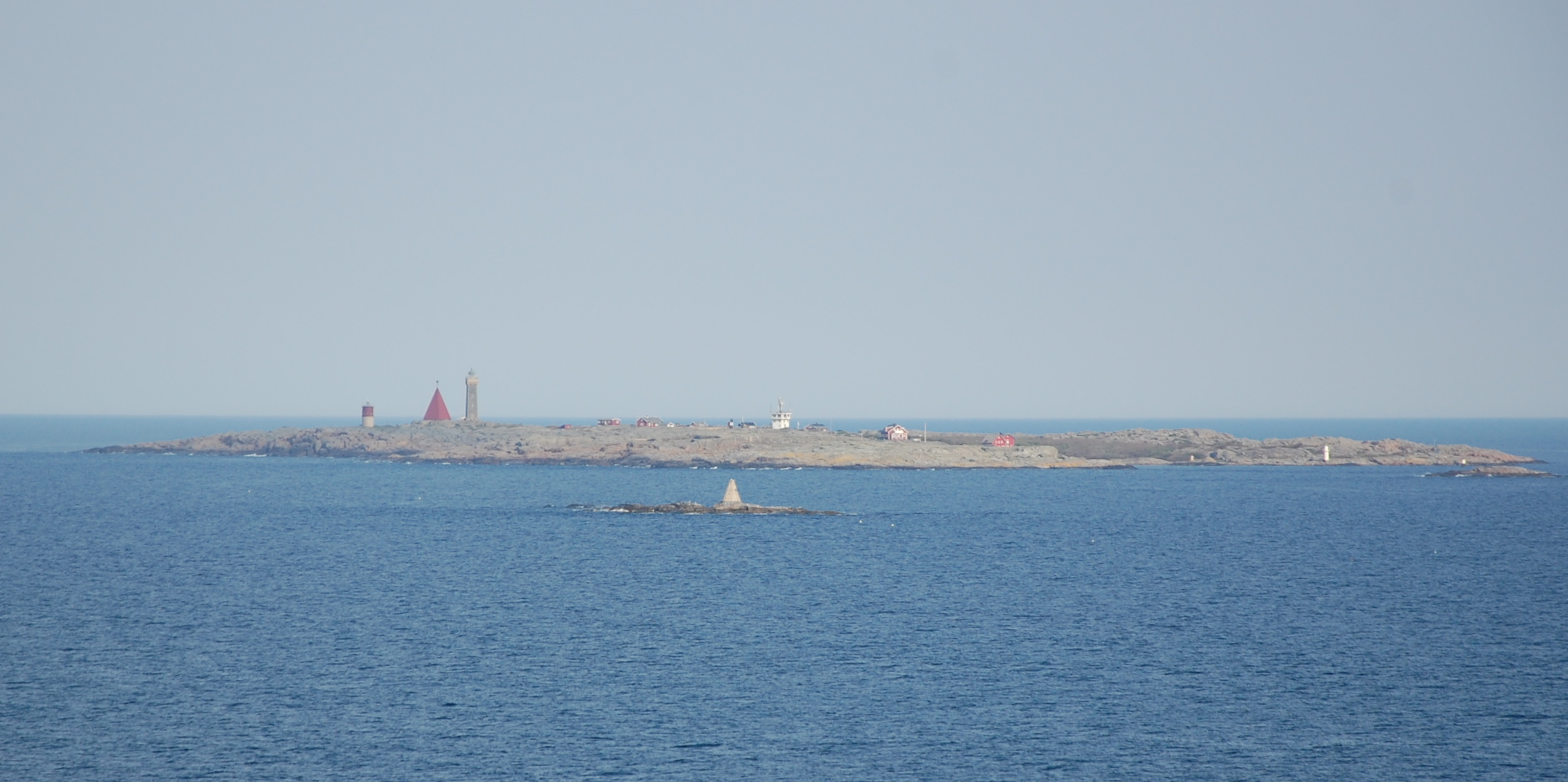
Vinga, Blick von Südosten

Vinga ist eine zu Schweden gehörende Insel im Kattegat westlich vor Göteborg in der Provinz Västra Götalands län.

## Lage
Sie ist die westlichste, am weitesten im Meer liegende Insel des Göteborger Schärengartens westlich von Göteborg und gehört zur Gemeinde Göteborg. Sie ist nur im Sommer bewohnt. Nur wenige Meter südlich liegt die Insel Koholmen, nordwestlich liegt die kleine Inselgruppe Vinga ungar.
Die Insel besteht aus einer Porphyrit-Felsformation und weist die Form eines nach Westen offenen Hufeisens auf. In Ost-West-Richtung erreicht sie eine Länge von etwa 1,2 Kilometern, in Nord-Süd-Richtung beträgt die Ausdehnung etwa 400 Meter. Tief von Westen nach Osten schneidet die Bucht Gattulvsviken in die Insel ein. Auf der Nordseite der Bucht befindet sich die Halbinsel Gattulven. Auf der Ostseite der Insel bestehen mit der Midsommarviken und Drottninghamnen kleine Buchten. Am Südufer befindet sich mit dem Gästhamn der Hafen der Insel. Vinga wird jedoch von den öffentlichen Göteborger Fähren nicht regelmäßig angelaufen. Allerdings verkehren zeitweise Seetaxis und Ausflugsschiffe. Darüber hinaus besteht eine Fahrmöglichkeit von Hönö. Im westlichen Teil der Südhälfte steht der Leuchtturm Vinga. Die gesamte Insel steht unter Naturschutz. Es besteht ein eigener Zugang zum Grundwasser.
Südöstlich von Vinga führen die Fährrouten Göteborg-Kiel und Göteborg-Frederikshavn vorbei.

## Geschichte
Auf Vinga finden sich Spuren, die darauf hinweisen, dass bereits in der Zeit 2000 vor Beginn unserer Zeitrechnung Menschen die Insel betraten und Fischfang trieben. Da der Wasserspiegel etwa 10 Meter höher lag, dürfte der nördliche Teil der Insel abgetrennt gewesen sein. Möglicherweise gehörte Vinga in der Vergangenheit auch zeitweise zu Dänemark. Auf der Insel finden sich neben schwedischen auch dänische Inschriften.
Für das Jahr 1606 ist die Errichtung einer Bake auf Vinga als Seezeichen urkundlich belegt. Mitte des 17. Jahrhunderts errichtete man auf Vinga ein Wohnhaus. Vinga wurde zum Standort für die Lotsen Göteborgs. Auf Vinga befand sich zunächst ein Leuchtturm, später entstand ein zweiter. Die Türme waren rund um die Uhr besetzt. Die Leuchtturmwärter, ihre Familien und Gehilfen lebten auf der Insel. Die Einwohnerzahl erreichte einen Umfang, der den Bau einer Schule erforderte. Landwirtschaft oder gewerblicher Fischfang wurde jedoch nicht betrieben. Aus Brännö wurde Erde herangeschafft, so dass auf Vinga zur Eigenversorgung kleine Gärten und Felder angelegt werden konnten. Es wurden auch Haustiere wie Hühner und auch Kühe gehalten.
Von 1890 bis 1905 lebte der später als bedeutender Autor und Komponist bekannt gewordene Evert Taube (1890–1976) als Sohn eines Leuchtturmwärters auf Vinga. In dieser Zeit lebten auf Vinga etwa 40 Menschen.
Bis Mitte des 20. Jahrhunderts wurden die Seezeichen noch von Hand bedient.

## Einrichtungen
In Vinga entstanden auf Betreiben des 1984 gegründeten Vereins Winga Vänner zwei Museen. Eines befindet sich in der 1857 in Form einer Pyramide gebauten Bake und behandelt die Geschichte der Leuchttürme Vingas. Im ehemaligen Wohnhaus des Leuchtturmwärters ist ein Museum eingerichtet, das sich thematisch mit Evert Taube und der Geschichte der Insel beschäftigt. Auf der Insel bestehen zwei Ferienhäuser, die in den Sommermonaten vermietet werden, sowie ein Kiosk. Der Hafen der Insel ist ein beliebtes Ziel privater Schiffe.